# Rožaje
Rožaje (srbsky Рожаје, albánsky Rozhaj či Rozhajë – podle dialektu) je město a opština, ležící ve východním cípu Černé Hory, u hranice s Kosovem v historické oblasti Sandžaku. Žije zde celkem 9 121 obyvatel (2003), v celém okolí (opština Rožaje) pak bydlí 22 000 lidí.

## Poloha
Město Rožaje je od zbytku Černé Hory izolováno horským pásmem vysokým až 1700 metrů. Na jihu tvoří přirozenou bariéru směrem ke Kosovu pohoří Hajla a Mokra Gora. Opština Rožaje územně zahrnuje nejvýše položenou část údolí řeky Ibar.

## Název
Název je slovanského původu a odkazuje na rohy okolních rozeklaných a příkrých skal. Ve středověku se také objevuje název Trgovište podle tržiště, které se nacházelo ve středu současného města. Tento název přejaly i neslovanské jazyky, např. alb. Rozhaj/Rozhajë.
Název není na rozdíl od řady dalších v regionu zakončených na písmeno -e pomnožný, jedná se o to Rožaje (střední rod), nikoliv ty Rožaje.

## Historie
oblasti Rožaje se ve starověku usadili Ilyrové, Římané a Řekové. Později přišli Slované, kteří zde vytvořili trvalé osídlení. Po nějakou dobu bylo součástí středověkého srbského státu. V roce 1455 sídlo obsadili Turci, kteří jej drželi jako součást svého území až do počátku 20. století. Současný název se poprvé připomíná v roce 1585.

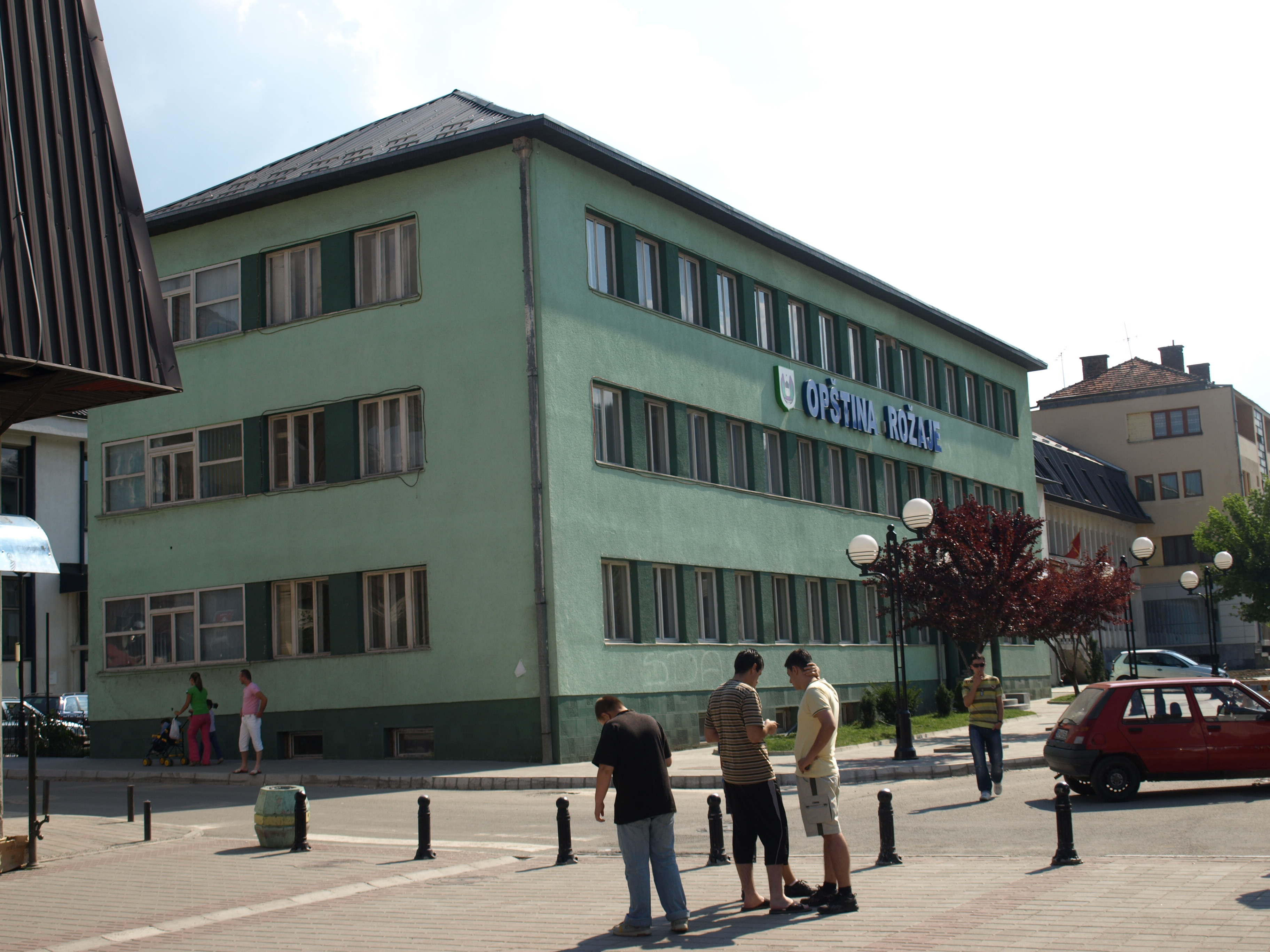
Budova radnice.

Turci na území města zřídili jako správní jednotku Trgovištskou náchii (podle lokality Trgovište), která později byla přejmenována podle Rožaje. Nejprve byla součástí Vučitrnského sandžaku a poté sandžaku prizrenského. Název Trgovište používali i někteří osmanští cestovatelé, kteří obec navštívili v 17. století, jako např. Evlija Čelebi nebo Mustafa hadži-Kalfa.
V roce 1638 zde bylo obnoveno opevnění, které v předchozích letech poničili vzbouřenci bojující proti Turkům. Postavena byla také strážní věž. 
Během tzv. Velké turecké války se rakouské vojsko tehdejšímu Rožaje přiblížilo, dosáhlo ale jen do B. Polje na severu Černé Hory. Turecké vojsko Rožaje velmi rychle obsadilo v obavách z dalšího postupu.
Za Osmanské říše patřilo město k historickému regionu Sandžak s centrem v Novém Pazaru. Prizrenská liga ve svém programu sjednocení albánských zemí novopazarský sandžak (i s Rožaje) považovala za součást albánských zemí.
Po roce 1912 (po první balkánské válce) bylo připojeno k území Černé Hory jako jedna z jeho nejvýchodnějších částí. V konfliktu jej obsadila černohorská armáda a Londýnská smlouva z roku 1913 změnu hranic potvrdila. Po nějakou dobu bylo součástí koridoru Černé Hory na území Kosova. Vzhledem k odlehlosti a zaostalosti města zde černohorská a po roce 1918 jugoslávská vláda postavily školu. Vznikl také pravoslavný kostel a roku 1934 moderní silnice. Jistý počet místního muslimského obyvatelstva se po této době vystěhoval do Turecka. Meziválečná Jugoslávie nedokázala zajistit hospodářský vzestup městečka a to ekonomicky upadalo, především i díky krizím. Teprve až v 70. letech 20. století se vlivem investic do dřevařského průmyslu hospodářská situace a životní úroveň ve Rožaje zvýšily.
Během války v Bosně a Hercegovině uprchli do Rožaje někteří Bosňáci z Foči a Trebinje a v roce 1999 potom někteří kosovští Albánci z Kosova.

## Obyvatelstvo
V sčítání lidu z roku 2011 měla opština Rožaje 22 964 obyvatel, z nichž se 19 269 (83,91 %) hlásilo k bosňácké národnosti, 1158 (5,04 %) k albánské, 1044 (4,55 %) k etnickým muslimům, 822 (3,58 %) k národnosti srbské a 401 (1,75 %) k černohorské. Albánci v Rožaje mluví gegským dialektem albánštiny, který je rovněž rozšířen i v Kosovu. Město je považováno za centrum bosňácké/muslimské komunity na území Černé Hory. 

## Kultura

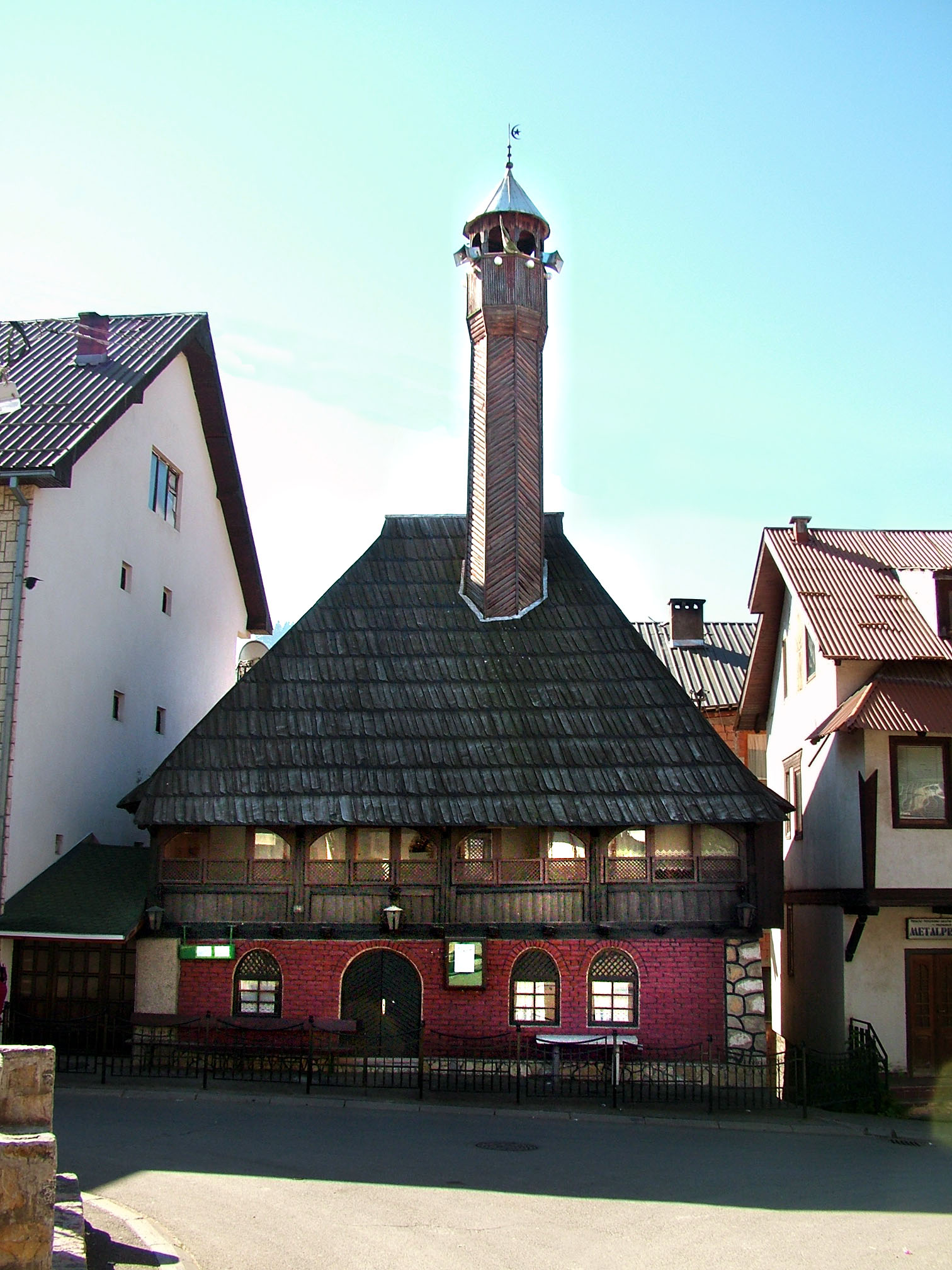
Kučanova mešita.

Nejvýznamnější památkou Rožaje je Ganića Kula (Věž Ganićů), postavená na začátku 19. století. V ní sídlí regionální muzeum (bosensky Zavičajni muzej). Město má také své kulturní centrum.
Dalšími pamětihodnostmi jsou Kurtagićova mešita (postavená na příkaz sultána Murata II. v roce 1697) a Kučanova mešita (zbudovaná v roce 1830).
Ve městě působí umělecká společnost (bosensky Kulturno umjetničko društvo) Kula a dále Vrelo Ibra (pramen Ibaru). 

## Ekonomika
Zastoupen je hlavně dřevozpracující průmysl, který využívá místních lesů. Velká část obyvatel je také zaměstnána v obchodu.

## Doprava
Rožaje je se zbytkem Černé Hory spojeno tunelem a horskými průsmyky. Hlavní silnice M-2 procházející tunelem (u vrcholu Krš) vede do města Berane na druhé straně pohoří. V opačném směru tato hlavní silnice spojuje město s Kosovskou Mitrovicí v Kosovu a odbočkou s Novým Pazarem, který leží na území centrálního Srbska. Další silnice vede přes 1795 metrů vysoký průsmyk do Peće v Kosovu. 
V Rožaje je zájem rovněž o zbudování dalšího horského tunelu směrem na jihovýchod do Kosova k městu Peć.

## Osobnosti
- Zaim Azemović (* 1935), spisovatel
- Ernes Erko Kalač (* 1964), karatista
- Sejo Kalac (* 1964), zpěvák
- Tarik Hadžić (* 1994), lyžař
- Ibrahim Hadžić, spisovatel
- Mervad Meco Nurković, černohorský umělec
- Ćazim Lukač, poslanec